# Bowgada
Bowgada is een plaats in de regio Mid West in West-Australië.

## Geschiedenis
John Forrest verkende de streek in 1869.
Rond 1910 vestigden Jim Campbell en zijn oudste zoon Harry zich in de streek waarna anderen volgden en er wegen werden aangelegd. In 1913 werd het dorpje Chubble gesticht. Een jaar later veranderde het van naam en werd Bowgada. Bowgada is de Aboriginesnaam voor de lokale plant Acacia ramulosa var. linophylla.
In 1915 opende de spoorweg tussen Wongan Hills en Mullewa met een nevenspoor ('siding') in Bowgada.
Er werd een schooltje geopend en in 1924 een winkel met postkantoor. De in 1926 opgerichte plaatselijke landbouwvereniging zorgde voor een gemeenschapszaaltje en sportfaciliteiten.
In 1932 kondigde de 'Wheatpool of Western Australia' aan dat het een graanzuiger aan het nevenspoor in Bowgada zou plaatsen.
De school sloot in 1941 de deuren en het postkantoor in 1974. In de oorspronkelijke dorpskern blijven enkel nog ruïnes over.

## Beschrijving
Bowgada maakt deel uit van het lokale bestuursgebied (LGA) Shire of Perenjori, een landbouwdistrict waarvan Perenjori de hoofdplaats is. 
Het is een verzamel- en ophaalpunt voor de oogst van de in de streek bij de Co-operative Bulk Handling Group aangesloten graanproducenten.
In 2021 telde Bowgada 33 inwoners.

## Ligging
Bowgada ligt 350 kilometer ten noordnoordoosten van de West-Australische hoofdstad Perth, 190 kilometer ten oostzuidoosten van Geraldton en 20 kilometer ten noordwesten van Perenjori.
De spoorweg in Bowgada maakt deel uit van het goederenspoorwegnetwerk van Arc Infrastructure.